# Thalía Mallqui
Thalía Jihann Mallqui Peche (ur. 11 maja 1987) – peruwiańska zapaśniczka walcząca w stylu wolnym. Zajęła trzynaste miejsce na mistrzostwach świata w 2013 roku. 
Wicemistrzyni igrzysk panamerykańskich w 2015; trzecia w 2019 i piąta w 2023. Druga na igrzyskach Ameryki Południowej w 2018 i 2022. Zdobyła sześć medali na mistrzostwach panamerykańskich, złoty w 2013. Mistrzyni Ameryki Południowej w 2011, 2012, 2014, 2016 i 2019. Mistrzyni igrzysk boliwaryjskich w 2017; druga w 2013 i trzecia w 2022. Dziewiąta w indywidualnym Pucharze Świata w 2020 roku.
Jej mąż Abel Herrera; brat Alfredo Mallqui i siostra Jenny Mallqui również są zapaśnikami.
Absolwentka National University of Callao.